# 小行星7301
小行星7301是一颗围绕太阳公转的小行星。1993年1月2日，A. Natori、浦田武在清水町发现了此天体。
这颗小行星的绝对星等为23.00347等。